# Nappa (ornamento)

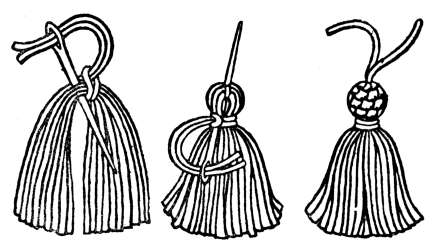
Costruzione di una nappa

La nappa è un ornamento costituito da una serie di fili riuniti a mazzetto a un'estremità degli stessi.
Le nappe si utilizzano per tende, berretti ma anche armi.
Per la forma simile, anche la parte finale della coda di certi animali (ruminanti) è chiamata nappa.